# Augustin Le Gardeur de Courtemanche
Pour les articles homonymes, voir Le Gardeur (homonymie).
Augustin Le Gardeur de Courtemanche né le 16 décembre 1663 dans la ville de Québec et mort le 29 juin 1717 au Labrador, est un commandant de la côte du Labrador et ambassadeur de la Nouvelle-France.

## Biographie
Augustin Le Gardeur de Courtemanche était le fils de Jean-Baptiste Legardeur de Repentigny et de Marguerite Nicolet, fille de Jean Nicolet. Son père fut le premier maire de la ville de Québec, membre du Conseil souverain de la Nouvelle-France et commandant du fort Pontchartrain du Labrador dénommé également fort Phélypeaux qui était un poste de traite fortifié situé sur la côte du Labrador. 
Augustin Le Gardeur de Courtemanche commença sa carrière militaire comme enseigne en 1690, puis lieutenant en 1692, et enseigne de vaisseau en janvier 1694.
Dès 1690, il participe, sous le commandement du lieutenant René Robinau de Portneuf à la Première guerre intercoloniale contre les Anglais. Il combattit victorieusement à la défense de Québec, lors du siège de la ville par les troupes anglaises commandées par William Phipps. Il s'engagea à partir du territoire de l'Acadie aux attaques contre les postes anglais situés sur la côte atlantique de la Nouvelle-Angleterre. Il participa activement à la victoire lors de la bataille de Fort Loyal sous le commandement de Jean-Vincent d'Abbadie de Saint-Castin et de Joseph-François Hertel de la Fresnière ainsi qu'à la prise de Fort Pemaquid sous les ordres de Pierre Le Moyne d'Iberville.
Le gouverneur de la Nouvelle-France, sieur Louis de Buade de Frontenac l'envoie au fort Michillimakinac comme diplomate auprès des tribus amérindiennes pour leur annoncer les victoires françaises.
Le 20 juillet 1697, il épousa Marie-Charlotte Charest, la veuve de Pierre-Gratien Martel de Brouague et mère de François Martel de Brouague. 
En 1698, le gouverneur de Montréal, Hector de Callière, l'envoie en France auprès du roi Louis XIV pour que ce dernier le nomme gouverneur de la Nouvelle-France en remplacement de Louis de Buade de Frontenac qui vient de mourir. Revenu au Canada avec la mission accomplie, Hector de Callière le nomme capitaine dans la garde du gouverneur.
En 1700, il est envoyé, en compagnie du jésuite Jean Enjalran, chez les tribus Outaouais pour les amener à la table des négociations avec la Nation iroquoise. En décembre, il est l'un des premiers européens à visiter l'endroit qui allait devenir Chicago (Illinois).
Le 17 octobre 1702, il obtenait du gouverneur Louis-Hector de Callière et de l’intendant des armées navales, le sieur François de Beauharnois de La Chaussaye une concession au Labrador pour une durée de dix ans, et en 1714 le roi Louis XIV lui concédait la baie de Phélypeaux (baie de Brador) et le nommait commandant de la côte du Labrador et du fort Pontchartrain du Labrador. La baie de Brador se trouve sur la côte est de la baie du même nom, à 7 kilomètres au nord du village de Blanc-Sablon en bordure du détroit de Belle-Isle. Il obtint le privilège de la pêche à la morue et de la baleine.
En 1714, le roi Louis XIV le nomma commandant du roi sur la côte du Labrador et lui accorda, pour le reste de ses jours, « la dite baye de Phelypeaux et dans les 4 lieues de front a luy concedées sur la dite coste, ensemble dans les isles et islots adjacents a la dite Baye et coste, la faculté d’y faire la pesche du loup marin, et qu’a l’égard des autres pesches qu’il les fasse concurremment avec les vaisseaux qui viendront et de faire la traitte avec tous les Sauvages ». 
Il dut combattre une attaque de plusieurs centaines d'Esquimaux qui venaient piller les réserves du poste de traite de fort Ponchartrain du Labrador. Il ne peut empêcher le pillage mais réussit finalement à les repousser.
En 1716, il captura une jeune Esquimaude Inuite dénommée Acoutsina. Cette dernière vécut avec une autre Amérindienne, Marie-Angélique le Blanc de la Nation des Renards au sein de la famille d'Augustin Le Gardeur de Courtemanche. Acoutsina apprit le français et enseigna sa langue maternelle, l'inuktitut, à son beau-fils, François Martel de Brouague.
En 1717, Augustin Le Gardeur de Courtemanche mourut et François Martel de Brouague, qui l’assistait depuis quelques années, le remplaça en janvier 1718 comme commandant de la côte du Labrador et du fort Pontchartrain du Labrador. François Martel de Brouague, commandant du Roy pour le Labrador, désignait d'ailleurs l'endroit ainsi : « À la baye de Phélipeaux, coste de la Brador ». Il assuma la charge de représentant de l’autorité royale sur la côte nord, il devait rendre justice et défendre le poste de la baie de Phélypeaux, ainsi que tous les établissements temporaires des pêcheurs français sur les côtes, contre les incursions des Esquimaux et autres tribus amérindiennes.

## Hommages
La rue De Courtemanche a été nommée en son honneur en 1987 à Québec, sa ville de naissance.